# Шишкин, Валерий Александрович
Вале́рий Алекса́ндрович Ши́шкин (24 мая 1931, Ленинград — 7 апреля 2006, Санкт-Петербург) — советский и российский историк, педагог, специалист в области истории российского общества и государства в XX веке. Член-корреспондент АН СССР (1987).

## Биография
Из служащих. В годы войны был эвакуирован на Алтай. В 1945 году вернулся в Ленинград. С отличием окончил исторический факультет ЛГУ (1954). В 1954—1956 годах работал инструктором Московского райкома комсомола Ленинграда, затем обучался в аспирантуре МГИМО (1956—1959). В 1960 году защитил кандидатскую диссертацию «Чехословацко-советские отношения 1921—1925 гг.». Некоторое время преподавал в МГИМО, но в июле 1960 года вернулся в Ленинград и стал сотрудником Ленинградского отделения Института истории, где проработал до конца жизни: младший научный сотрудник в 1960—1965 годах, старший научный сотрудник в 1966—1981 годах, главный научный сотрудник с 1999 года). С 1969 года преподавал в Институте повышения квалификации преподавателей общественных наук при ЛГУ, а затем до 1974 года — в Ленинградской высшей партийной школе. Доктор исторических наук (1970, диссертация «Советское государство и страны Запада в 1917—1923 гг.»), профессор (1971).
В 1981—1999 годах возглавлял Ленинградское отделение (позднее — Санкт-Петербургский филиал ИРИ РАН), одновременно в 1987—2000 годах был руководителем отдела истории советского общества (с 1991 года — отдел современной истории России). Награждён бронзовой медалью ВДНХ (1983). Ответственный редактор сборника «Вспомогательные исторические дисциплины» (1984—2000).
23 декабря 1987 года был избран членом-корреспондентом АН СССР по Отделению истории (история СССР). Член бюро Отделения истории (1995—2000), советник РАН (2000). С 2002 года по совместительству являлся профессором факультета международных отношений СПбГУ.

## Научная деятельность
Автор более 220 научных публикаций, в том числе 15 монографий. Основные исследования посвящены проблемам внешнеполитических и внешнеэкономических отношений Советской России и СССР с 1917 до конца 1920-х годов, особенностям социально-экономической системы СССР, истории Великой Отечественной войны и обороны Ленинграда; в последние годы учёный также занимался проблемами внутренней политики СССР. Изучал роль внутриполитической и внутрипартийной борьбы в СССР как фактора формирования политических и экономических отношений с другими странами. Редактор и соавтор многих коллективных трудов («Очерки истории Ленинграда», «Непокорённый Ленинград: краткий очерк истории города в период Великой Отечественной войны», «Становление союзного государства (1917—1925)» и др.).

## Основные работы
- Буржуазная историография и проблема мирного сосуществования // Вопросы истории. 1962. № 9. С. 3—21.
- Чехословацко-советские отношения в 1918—1925 гг. М.: ИМО, 1962. 286 с.
- Проблема перехода к новой экономической политике в освещении современной англо-американской буржуазной историографии // Рабочие Ленинграда в борьбе за победу социализма. М.-Л., 1963. С. 333—356.
- Документы по истории внешней экономической политики советского государства (1918—1920) // Вспомогательные исторические дисциплины. 1968. Т. 1. С. 192—210.
- Советское государство и страны Запада в 1917—1923 гг.: очерки истории становления экономических отношений. Л.: Наука, 1969. 439 с.
- Становление советско-скандинавских экономических отношений (1917—1923 гг.) // Исторические связи Скандинавии и России, IX—XX вв. Л., 1970. С. 164—203.
- Протоколы СНК РСФСР 1918—1920 гг. как источник по истории советской концессионной политики // Исторические записки. 1971. Т. 88. С. 336—361.
- Декрет о национализации внешней торговли 22 апреля 1918 г. // Вспомогательные исторические дисциплины. 1973. Т. 5. С. 30—49.
- Образование СССР и экономические отношения с капиталистическим миром (1922—1923) // Проблемы государственного строительства в первые годы Советской власти. Л., 1973. С. 259—285.
- В. И. Ленин и внешнеэкономическая политика Советского государства (1917—1923). Л.: Наука, 1977. 371 с.
- Ленин, революционное движение и парламентаризм. Л.: Лениздат, 1977. 296 с. (в соавт. с О. Н. Знаменским).
- В борьбе с блокадой: о становлении советской внешней торговли. М.: Политиздат, 1979. 112 с.
- «Полоса признаний» и внешнеэкономическая политика СССР (1924—1928). Л.: Наука, 1983. 366 с.
- Борьба за жизнь ленинградцев // В годы суровых испытаний: ленинградская партийная организация в Великой Отечественной войне. Л., 1985. (в соавт. с А. П. Крюковских).
- Антисоветская блокада и её крушение. Л.: Наука, 1989. 206, [2] с., [4] л. ил. ISBN 5-02-027209-4 (в сер. «Страницы истории нашей Родины»).
- Цена признания: СССР и страны Запада в поисках компромисса (1924—1929). СПб.: Наука, 1991. 437, [1] с. ISBN 5-02-027360-0.
- Интервенция на Северо-Западе России (1917—1920). СПб., 1995 (редактор).
- Власть в послеоктябрьской России: от революции к реформам // Власть и реформы: От самодержавной к советской России. СПб., 1996 (2-е изд. М., 2006).
- Власть. Политика. Экономика. Послереволюционная Россия (1917—1928). СПб.: Дмитрий Буланин, 1997. 399 с. ISBN 5-86007-102-7.
- «Еврейский вопрос» в послереволюционной России // Проблемы социально-экономической и политической истории России XIX—XX веков. СПб., 1999. С. 521—539.
- Россия в годы «великого перелома» в восприятии иностранного дипломата. СПб.: Дмитрий Буланин, 1999. 285 с. ISBN 5-86007-138-8.
- Петроград на переломе эпох: город и его жители в годы революции и гражданской войны. СПб., 2000 (отв. редактор; 2-е изд. М., 2013).
- Становление внешней политики послереволюционной России (1917—1930) и капиталистический мир: от революционного «западничества» к «национал-большевизму». Очерк истории. СПб.: Дмитрий Буланин, 2002.